# توني براون (لاعب كرة قدم)
توني براون (بالإنجليزية: Tony Brown)‏ (3 أكتوبر 1945 بأولدهام في المملكة المتحدة - ) هو لاعب كرة قدم بريطاني في مركز مهاجم داخلي. شارك مع منتخب إنجلترا لكرة القدم. أما مع النوادي، فقد لعب مع نادي توركي يونايتد ووست بروميتش ألبيون وجاكسونفيل تي من ‏ وستافورد رينجرز ونيوإنغلند تي من ‏.

## وصلات خارجية
- توني براون على موقع قاعدة بيانات كرة القدم.إي يو (الإنجليزية)
- توني براون على موقع ناشيونال فوتبول تيمز (الإنجليزية)
- توني براون على موقع عالم كرة القدم.نت (الإنجليزية)